# Kanton Hucqueliers
Hucqueliers (Nederlands: Hukkelaar of Hukeliers) is een voormalig kanton van het Franse departement Pas-de-Calais. Het kanton maakte deel uit van het arrondissement Montreuil. In maart 2015 werd het kanton opgeheven en ging het op in Kanton Lumbres.

## Gemeenten
Het kanton Hucqueliers omvatte de volgende gemeenten:
- Aix-en-Ergny
- Alette
- Avesnes (Avenne)
- Bécourt
- Beussent
- Bezinghem
- Bimont
- Bourthes (Boorte)
- Campagne-lès-Boulonnais
- Clenleu
- Enquin-sur-Baillons
- Ergny
- Herly
- Hucqueliers (Hukkelaar) (hoofdplaats)
- Humbert (Humberg)
- Maninghem
- Parenty
- Preures
- Quilen (Killem)
- Rumilly
- Saint-Michel-sous-Bois
- Verchocq (Everkok)
- Wicquinghem (Wikingem)
- Zoteux (Teralteren)